# Burgess Hill (stacja kolejowa)
Burgess Hill railway station – stacja kolejowa w Burgess Hill w hrabstwie West Sussex. Stacja ta znajduje się na trasie Brighton Main Line, pomiędzy Haywards Heath a Brighton.
Osoby niepełnosprawne mogą wejść na stację bocznymi wejściami.

## Historia
Pierwsza stacja w Burgess Hill została otwarta w dniu 21 września 1841 przez London & Brighton Railway (L&BR), w momencie zakończenia trasy do Brighton. Oryginalne obiekty składały się z małej drewnianej chatki (która do dziś stoi na peronie 1) oraz drewnianych peronów. W 1846 r. Nazwa L&BR została zmieniona na London Brighton and South Coast Railway (LB&SCR).

## Odjazdy pociągów
Pomimo że stacja w Burgess Hill nie jest największą ze wszystkich stacji między Haywards Heath i Brighton (stacja Preston Park ma o 1 peron więcej), jest to najważniejsza stacja kolejowa między tymi miastami i obsługuje najwięcej pociągów (6 w każdym kierunku) oraz najwięcej pasażerów (1,745 milionów w sezonie 2012/13). Stacja jest obsługiwana przez dwóch przewoźników:
- Thameslink
- Southern (zarządca stacji)

### Thameslink
Składami Thameslink można dojechać do następujących stacji:
- 2 p/h do Bedford przez lotnisko Gatwick, Londyn (stacja St Pancras International) i lotnisko Luton
- 2 p/h do Londynu (stacja London Bridge) przez lotnisko Gatwick (tylko od poniedziałku do soboty)
- 4 p/h do Brighton (w niedziele tylko 2 p/h)

### Southern
Firma Southern oferuje następujące pociągi:
- 2 p/h do Londynu (stacja London Victoria)
- 1 p/h do Brighton
- 1 p/h do Littlehampton (w niedziele ten pociąg jedzie do Portsmouth Harbour i Littlehampton, dzieląc się w Worthing)

Okazjonalnie ze stacji wyjeżdża 8 pociągów Gatwick Express (tylko w dni robocze): 5 z nich do Londynu (Victoria) i 3 do Brighton.
p/h = pociągi na godzinę

### Tabela
| Poprzednia stacja | Przewoźnik                  | Przewoźnik                  | Przewoźnik | Następna stacja                 |
| ----------------- | --------------------------- | --------------------------- | ---------- | ------------------------------- |
| Haywards Heath    |                             | Southern Mainline West      |            | Preston Park (Hove w niedziele) |
| Gatwick Airport   |                             | Sotuhern Brighton Main Line |            | Hassocks                        |
| Wivelsfield       |                             | Sotuhern Brighton Main Line |            | Hassocks                        |
|                   | Thameslink Thameslink Route |                             |            | Hassocks                        |
| Haywards Heath    | Brighton                    |                             |            |                                 |
| Haywards Heath    |                             | Southern Gatwick Express    |            | Hassocks                        |
| Wivelsfield       | Preston Park                | Southern Gatwick Express    |            |                                 |

### Perony
Peron 1 jest obsługiwany przez pociągi do Londynu i Bedford, a peron 2 – przez pociągi w kierunku Brighton, Littlehampton i Portsmouth.

## Galeria zdjęć

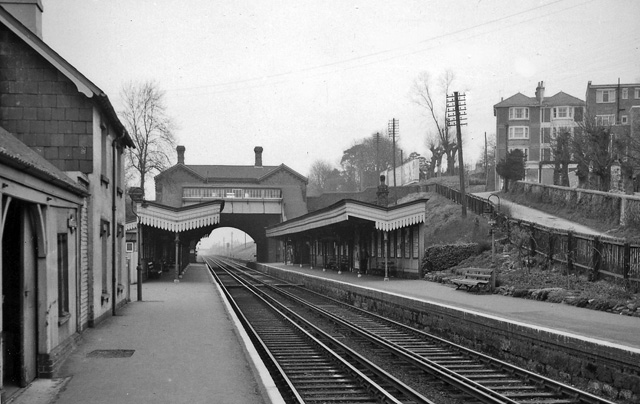
Stacja w 1961 roku
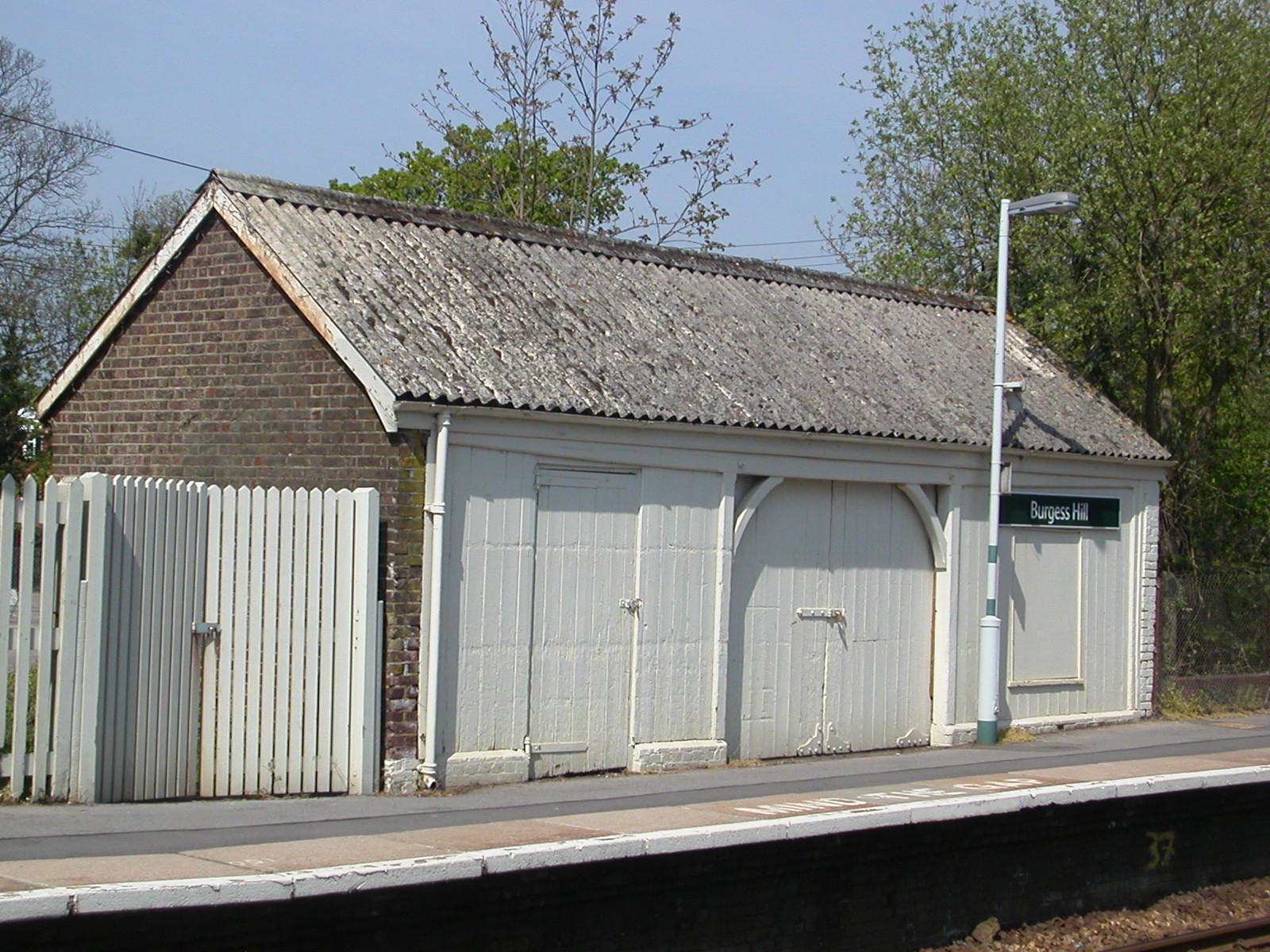
Budynek z 1841 roku na peronie 1